# Mayres, Puy-de-Dôme
Mayres är en kommun i departementet Puy-de-Dôme i regionen Auvergne-Rhône-Alpes i centrala Frankrike. Kommunen ligger i kantonen Arlanc som tillhör arrondissementet Ambert. År 2022 hade Mayres 197 invånare.

## Befolkningsutveckling
Antalet invånare i kommunen Mayres
| Referens: INSEE |